# 김대혜
김대혜(1982년 11월 1일 ~ )는 대한민국의 모델이다.

## 학력
- 마포고등학교
- 경원대학교  영어영문학과 학사